# Issa Cissokho
Issa Cissokho (ur. 23 lutego 1985 w Paryżu) – piłkarz senegalski grający na pozycji prawego lub lewego obrońcy. Od 2017 jest zawodnikiem klubu Amiens SC.

## Kariera klubowa
Swoją karierę piłkarską Cissokho rozpoczął w klubie CS Louhans-Cuiseaux. Grał w nim w sezonie 2002/2003 w trzeciej lidze francuskiej. W 2003 roku przeszedł do En Avant Guingamp. Przez 3 lata grał w rezerwach tego klubu. W 2006 roku przeszedł do US Orléans, a w sezonie 2007/2008 występował w Blois Foot 41. Z kolei w 2008 roku został zawodnikiem USJA Carquefou, w którym grał do końca sezonu 2009/2010.
Latem 2010 roku Cissokho podpisał kontrakt z FC Nantes. Swój debiut w Ligue 2 zaliczył 8 kwietnia 2011 w zremisowanym 0:0 wyjazdowym meczu z LB Châteauroux. W sezonie 2012/2013 wywalczył z Nantes awans z Ligue 2 do Ligue 1.
W 2015 roku Cissokho przeszedł do Genoi. W 2016 roku był z niej wypożyczony do AS Bari.
| Sezon   | Klub                | Kraj    | Rozgrywki            | Mecze | Bramki | Rozgrywki Europy | Mecze | Bramki |
| ------- | ------------------- | ------- | -------------------- | ----- | ------ | ---------------- | ----- | ------ |
| 2002/03 | CS Louhans-Cuiseaux | Francja | Championnat National | 3     | 0      | -                | -     | -      |
| 2003/04 | En Avant Guingamp B | Francja | CFA                  | 12    | 1      | -                | -     | -      |
| 2004/05 | En Avant Guingamp B | Francja | CFA                  | 22    | 0      | -                | -     | -      |
| 2005/06 | En Avant Guingamp B | Francja | CFA                  | 16    | 0      | -                | -     | -      |
| 2006/07 | US Orléans          | Francja | CFA                  | 2     | 0      | -                | -     | -      |
| 2007/08 | Blois Foot 41       | Francja | CFA 2                | ?     | ?      | -                | -     | -      |
| 2008/09 | USJA Carquefou      | Francja | CFA 2                | 25    | 3      | -                | -     | -      |
| 2009/10 | USJA Carquefou      | Francja | CFA                  | 30    | 1      | -                | -     | -      |
| 2010/11 | FC Nantes           | Francja | Ligue 2              | 9     | 1      | -                | -     | -      |
| 2011/12 | FC Nantes           | Francja | Ligue 2              | 23    | 0      | -                | -     | -      |
| 2012/13 | FC Nantes           | Francja | Ligue 2              | 35    | 1      | -                | -     | -      |
| 2013/14 | FC Nantes           | Francja | Ligue 1              | 35    | 0      | -                | -     | -      |
| 2014/15 | FC Nantes           | Francja | Ligue 1              | 33    | 0      | -                | -     | -      |
| 2015/16 | Genoa CFC           | Włochy  | Serie A              | 13    | 0      | -                | -     | -      |
| 2015/16 | FC Bari             | Włochy  | Serie B              | 5     | 0      | -                | -     | -      |

Stan na: koniec sezonu 2015/2016

## Kariera reprezentacyjna
W reprezentacji Senegalu Cissokho zadebiutował 7 września 2013 roku w wygranym 1:0 meczu eliminacji do MŚ 2014 z Ugandą, rozegranym w Marrakeszu.